# Rubén Cané
León Rubén Cleriere, conocido artísticamente como Rubén Cané (Buenos Aires, 25 de mayo de 1927 – Mar del Plata, 5 de septiembre de 2012) fue un cantante argentino de tango.

## Vida
Cané inició su carrera artística en 1947 en San Miguel, Provincia de Buenos Aires, integrándose en el conjunto dirigido por Nicolás Lanzoni, junto al cantor Osvaldo Medina.
En 1949 se incorporó al Cuarteto Espectacular Buenos Aires, dirigido por Alejandro Scarpino. Dicho cuarteto se presentaba en el Tango Bar, sobre la Avenida Corrientes, y contaba con Roque Di Sarli (piano), José Pedro Castillo (violín/corneta) y Mario Canaro (contrabajo).

### En la orquesta de Ángel D’Agostino
Durante la década de 1950, Cané colaboró extensamente con la Orquesta Típica de Ángel D’Agostino, interpretando numerosos tangos y valses que quedaron registrados en discos de RCA-Victor. Entre las grabaciones se destacan Cascabelito, Mi distinguida pebeta, Polvorín, Tiento crudo y Se llamaba Eduardo Arolas.

### Últimos años
En enero de 2011, a los 82 años, Rubén Cané seguía actuando. Ese año inauguró el ciclo Maestros del tango, junto al también cantante Juan Carlos Godoy, presentándose en la Bodega del Teatro Auditorium de Mar del Plata. En esa ocasión afirmó que «la vigencia de nuestra música ciudadana es eterna y su esencia siempre acompaña» y consideró al tango como «la mejor medicina para el cuerpo y el alma». También reflexionó sobre la receptividad de las nuevas generaciones hacia el género.
Cané residió sus últimos años en Mar del Plata, ciudad balnearia ubicada a unos 400 kilómetros de la Ciudad de Buenos Aires. Falleció el 5 de septiembre de 2012.